# OpenWebStart
OpenWebStart ist eine kostenlose Anwendung zum Starten und Verwalten von JNLP (Java Network Launch Protocol) basierten Java-Anwendungen. OpenWebStart basiert auf IcedTeaWeb und bietet eine Implementierung des JNLP-Standards, welcher in JSR-56 des Java Community Process (JCP) definiert ist. Das Tool wird von der Karakun AG entwickelt.
Nachdem Oracle Web Start abgekündigt hatte, entstand eine Lücke im Java-Ökosystem, da noch immer viele User auf JNLP setzen. Aus diesem Grund wurde 2019 die Weiterentwicklung der im IcedTea existierenden, aber seit einigen Jahren verwaisten Open-Source-Implementierung (IcedTeaWeb) des JNLP-Protokolls gestartet. Dabei wurde es aus dem IcedTea Projekt herausgelöst und als eigenes Github Projekt neu gestartet. OpenWebStart hat im April 2021 die stabile Version 1.3.3 erreicht.
Die Software wird als Freie Software unter der GPL-2.0-Lizenz (mit Ausnahmen) entwickelt und kostenlos unter der Webseite des Tools zur Verfügung gestellt. Die JNLP-Funktionalität von OpenWebStart wird innerhalb des IcedTeaWeb-Projektes entwickelt, das von Red Hat der AdoptOpenJDK-Community übergeben wurde und nun von Red Hat und der Karakun AG weiter gepflegt wird.

## Funktionen
OpenWebStart bildet die im JSR-56 spezifizierten Funktionalitäten auf Basis von IcedTeaWeb ab. Darüber hinaus enthält OpenWebStart einen JVM-Manager, der die Verwaltung von Java Virtuellen Maschinen (JVM) ermöglicht. Da OpenWebStart hier herstellerunabhängig arbeitet, werden grundsätzlich alle auf OpenJDK basierten JVMs wie etwa AdoptOpenJDK oder Amazon Coretto unterstützt. OpenWebStart kann hierbei beim Start einer JNLP-Anwendung eine passende JVM lokal auswählen oder je nach Benutzer-Konfiguration und -Entscheidung auch eine passende JVM von einem dedizierten Server herunterladen. Hierdurch kann OpenWebStart sogar verwendet werden, ohne dass eine vorhandene Java-Installation auf einem Client-PC benötigt wird.